# Висконтиев мост
Висконтиев мост — переправа через реку Славянку в Павловском парке на территории одноимённого государственного музея-заповедника. Мост восстановлен в 1960-х годах в первоначальном виде на месте взорванного во время Великой Отечественной войны оригинального моста начала XIX века.

## История
В 1807 году архитектор Андрей Воронихин выполнил проект моста через Славянку, соединившего Сиреневую и Криковскую аллеи. Строительные работы были поручены каменных дел мастеру Карло Висконти. Его именем и был назван мост.
Напротив моста раньше находилась первая постройка Павловска — Охотничий домик «Крик», служивший местом отдыха во время охоты цесаревича Павла и его супруги Марии Федоровны. Во время Великой Отечественной домик «Крик» сгорел, а Висконтиев мост взорвали немецкие оккупанты. В послевоенные годы через Славянку возвели деревянный мост с упрощением профиля и только спустя два десятилетия Висконтиев мост был воссоздан в виде, близком к оригиналу. Новое пролетное строение моста выполнено из монолитного железобетона и лишь снаружи облицовано плитняком.
Инженерная часть проекта была выполнена в институте «Ленгипроинжпроект», архитектурно-декоративная часть моста восстанавливалась по проекту Специальных научно-реставрационных производственных мастерских. Работы выполнены трестами «Ленмостострой» и «Фасадремстрой».

## Архитектура и описание

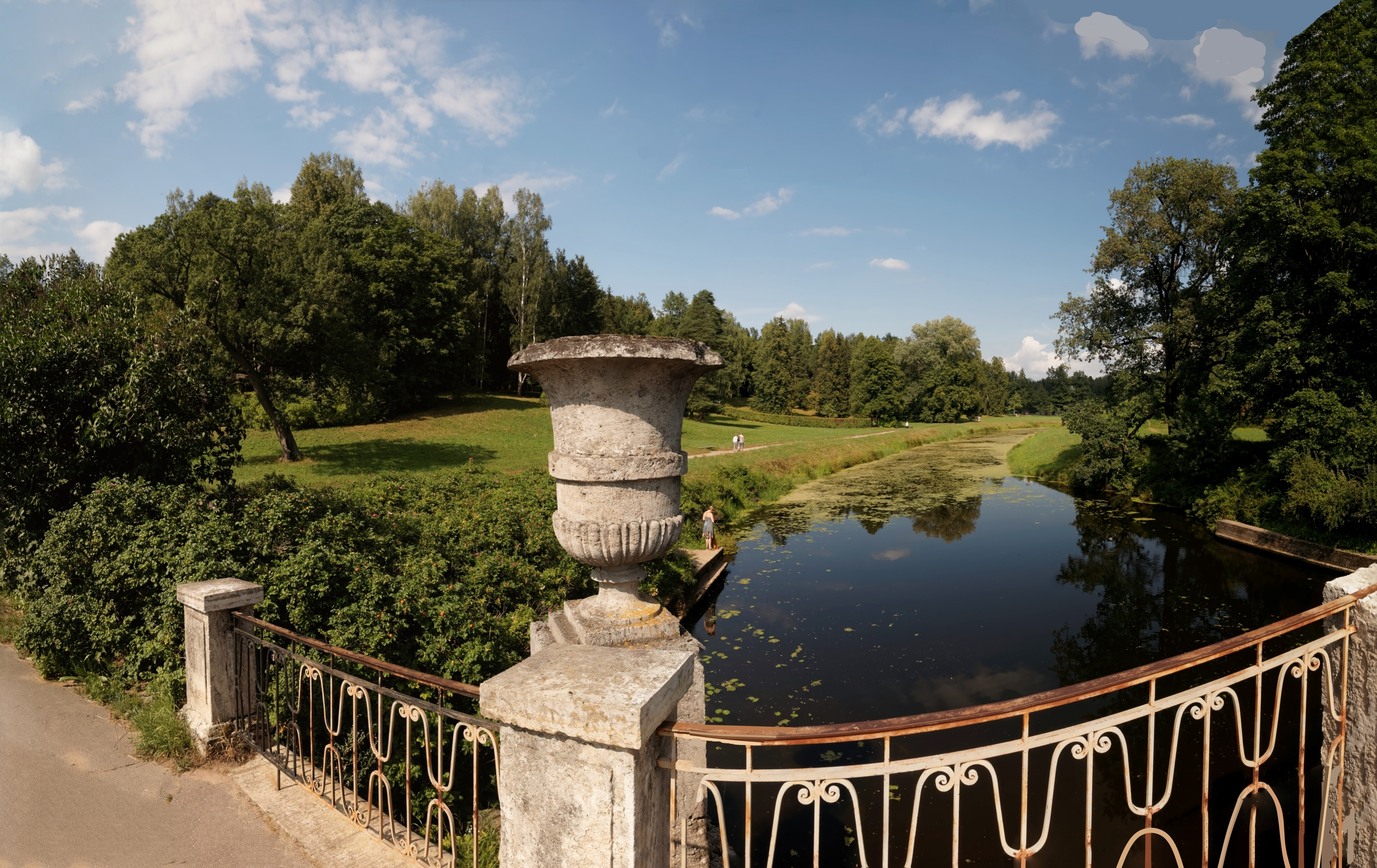
Перила моста

Широкий арочный пролет украшен львиной головой, с обеих сторон переправы устроены ледорезы, сверху которых расположены массивные тумбы с вазами, выполненными из известняка. Под устоями моста были устроены плотина и искусственный каскад.

## В культуре
Висконтиев мост запечатлен в фильме Эльдара Рязанова «О бедном гусаре замолвите слово» (1980). Картина начинается с того, что карета графа Мерзляева, запряжённая четвёркой лошадей, едет по Висконтиеву мосту.